# الرجاع (لحج)
الرجاع هي إحدى قرى الجمهورية اليمنية. وهي تتبع جغرافيًا لمحافظة لحج. وإداريًا لمديرية طور الباحة. يبلغ تعداد سكانها 1522 نسمة حسب الإحصاء الذي جرى عام 2004.